# Флаг Тюмени
Флаг городского округа город Тюме́нь Тюменской области Российской Федерации.
Флаг утверждён 28 апреля 2005 года и внесён в Государственный геральдический регистр Российской Федерации с присвоением регистрационного номера 1842.
Флаг составлен на основании герба муниципального образования городской округ город Тюмень, воспроизводит его символику и наряду с ним служит официальным символом муниципального образования городской округ город Тюмень.

## Описание
Флаг города Тюмень представляет собой Прямоугольное полотнище с отношением высоты к длине 2:3, состоящее из трёх горизонтальных полос синего (вверху, шириной в 3/5 от высоты полотнища), белого (в центре, шириной в 1/5 от высоты полотнища) и синего цветов. На центре половины верхней синей полосы, у древка, фигура из герба города Тюмень — судно жёлтого цвета с мачтой без парусов, рулём и двумя флюгерами (каждый о двух косицах): на мачте и на носу; габаритная высота фигуры составляет 1/3 от высоты полотнища, габаритная ширина — 1/4 от длины полотнища».

## Обоснование символики
Флаг создан с учётом герба муниципального образования город Тюмень, который разработан на основе исторического герба города Тюмени, Высочайше утверждённого 17 (28) марта 1785 года, описание которого гласило: «В верхней части щита герб Тобольский, внизу в синем поле серебряная река, с плывущим по ней с золотою мачтою судном, называемым дощаником, в знак того, что от сего города начинается плавание по рекам всей Сибири».